# Анналы святого Винцентия Мецского
Анналы святого Винцентия Мецского (лат. Annales sancti Vincentii Mettensis) — историческое сочинение неизвестного монаха мецского монастыря св. Винцентия и его продолжателей. Сохранились в оригинале сер. XII в., к которому позднее в разное время делались приписки. Охватывают период с 688 по 1280 гг. Содержат сведения по истории Меца, Франкского государства, Священной Римской империи и французского королевства.

## Издания
- Annales sancti Vincentii Mettensis // MGH, SS. Bd. III. Hannover. 1839, p. 155—160[2].

## Переводы на русский язык
- Анналы святого Винцентия Мецского в переводе И. М. Дьяконова на сайте Восточная литература